# (8985) Tula
(8985) Tula ist ein Asteroid des inneren Hauptgürtels, der von dem sowjetischen Astronomenehepaar Nikolai und Ljudmila Tschernych am 9. August 1978 am Krim-Observatorium in Nautschnyj (IAU-Code 095) entdeckt wurde.
Mittlere Sonnenentfernung (große Halbachse), Exzentrizität und Neigung der Bahnebene des Asteroiden ähneln den Bahndaten der Mitglieder der Flora-Familie, einer großen Gruppe von Asteroiden, die nach (8) Flora benannt ist. Asteroiden dieser Familie bewegen sich in einer Bahnresonanz von 4:9 mit dem Planeten Mars um die Sonne. Die Gruppe wird auch Ariadne-Familie genannt, nach dem Asteroiden (43) Ariadne.
(8985) Tula wurde am 28. März 2002 nach der russischen Stadt Tula benannt.